# Incendie de l'hippodrome de Happy Valley

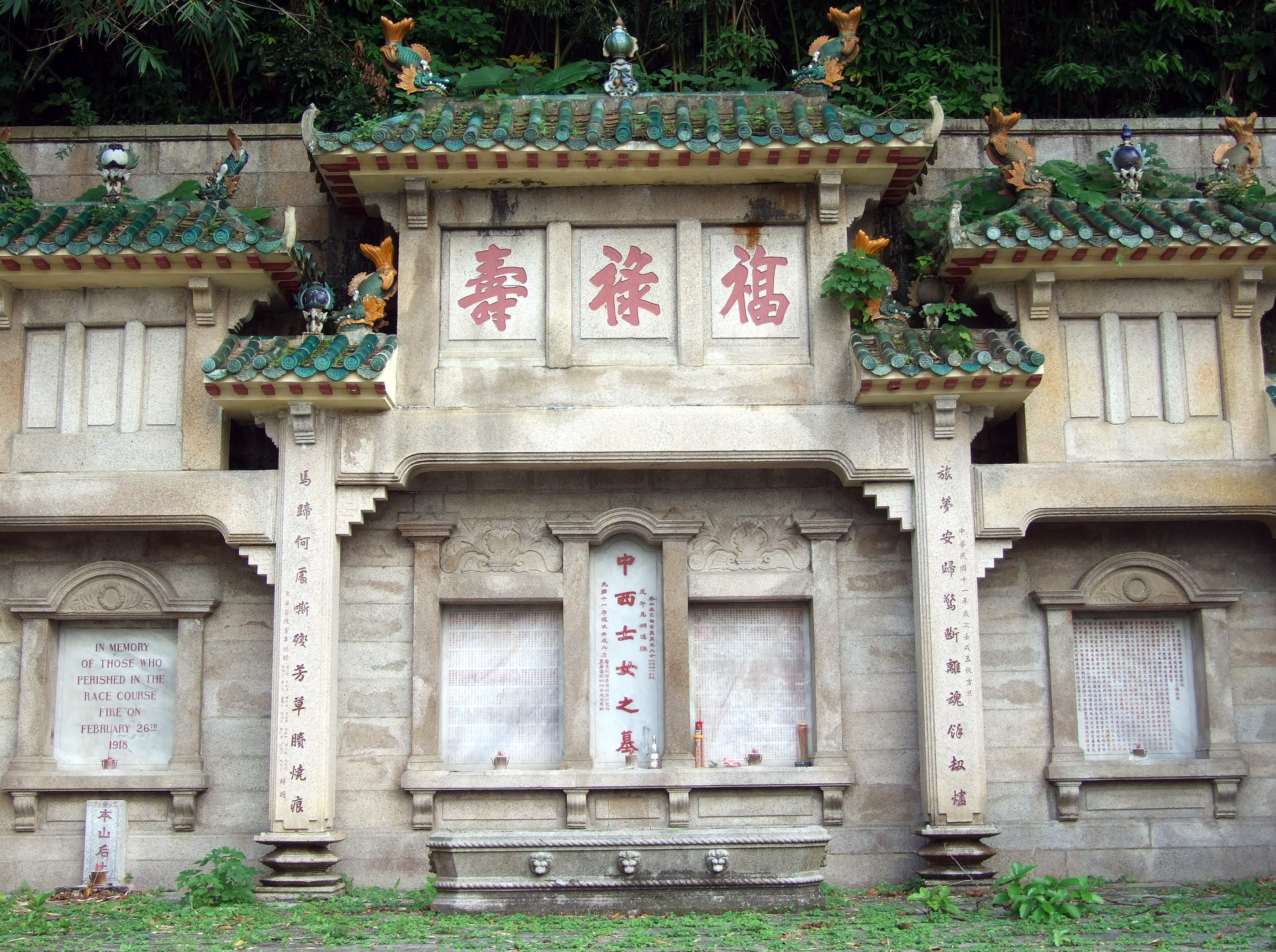
.

L'incendie de l'hippodrome de Happy Valley (跑馬地馬場大火) a lieu le 26 février 1918 à Hong Kong dans le quartier de Happy Valley. 
Le bilan humain de la catastrophe est de 614 morts.

## Contexte
L'hippodrome est construit en 1845 pour accueillir les courses de chevaux des Britanniques présents depuis peu à Hong Kong. La zone, bien qu'auparavant marécageuse, était le seul terrain plat adapté aux courses de chevaux sur l'île de Hong Kong. Pour faire de la place au futur hippodrome, le gouvernement de Hong Kong interdit la culture du riz aux villages des environs. La première course a lieu en décembre 1846. Au fil des années, les courses de chevaux sont devenues de plus en plus populaires parmi les résidents chinois.

## L'incendie
La course du Derby Day a lieu chaque année au mois de février. Pour accueillir les spectateurs supplémentaires, une tribune temporaire est construite. L'incendie est provoqué par l'effondrement de cette tribune, le deuxième jour de l'événement. L'écroulement renverse des stands de nourriture chaude qui mettent le feu à des nattes de bambou. Le service d'incendie du district était si sollicité ailleurs que c'est la police maritime qui est appelée pour combattre l'incendie. Le lendemain, le Hong Kong Telegraph comptabilise 576 morts.

## Conséquences
La plupart des corps des victimes sont méconnaissables et supposés être « chinois ». L'hôpital voisin de Tung Wah (en) est l'un des premiers à offrir son aide, et après l'incendie, organise la collecte des cadavre qui sont enterrés dans le quartier proche de So Kon Po (en) (sur le site actuel du Hong Kong Stadium). Le mémorial de l'incendie de l'hippodrome (en) est construit dans le cimetière chinois (aujourd'hui situé derrière la tribune est du stade) en 1922. Il est déclaré monument historique en 2015,.